# Due passi in Italia
Due passi in Italia è stato un programma televisivo italiano andato in onda su Rai 2 nell'estate 2011, la domenica dalle 16:40 alle 17:30, condotto da Luana Ravegnini.
Il programma si propone di scoprire la penisola italiana illustrandone luoghi, sapori e folklore, il tutto costruito sotto forma di quiz. Le domande, riguardanti storia, geografia, cultura, sport, arte e gastronomia, vengono poste a due squadre provenienti da due comuni italiani concorrenti. La trasmissione, tramite domande sui tesori artistici, paesaggistici ed enogastronomici della penisola, mira a porre il seguente quesito: "gli italiani conoscono l'Italia?".
Il programma è realizzato da Rai 2 e Presidenza del Consiglio dei ministri – Struttura di missione per il rilancio dell'immagine dell'Italia, in collaborazione con AGM Comunicazione. Gli autori sono Luigi De Filippis, Marina Loi, Pierluigi Ronchetti e Flavia Triggiani, il regista è Luca Gregori.  Durante la trasmissione vengono mostrati itinerari turistici tramite servizi realizzati dall'inviato Mario Refrigeri.

## Le puntate
Il programma conta otto puntate, svoltesi nei seguenti luoghi:
- prima puntata: Acqui Terme (Provincia di Alessandria)
- seconda puntata: Caorso (Provincia di Piacenza)
- terza puntata: Margherita di Savoia (Provincia di Barletta-Andria-Trani)
- quarta puntata: Fabriano (Provincia di Ancona)
- quinta puntata: Cesenatico (Provincia di Forlì-Cesena)
- sesta puntata: Comiso (Provincia di Ragusa)
- settima puntata: Palmi (Provincia di Reggio Calabria)
- ottava puntata: Norcia (Provincia di Perugia)